# Яуэр, Георг
Георг Яуэр (нем. Georg Jauer; 25 июня 1896 — 5 августа 1971) — немецкий офицер, участник Первой и Второй мировых войн, генерал танковых войск, кавалер Рыцарского креста с Дубовыми листьями.

## Первая мировая война
6 августа 1914 года поступил добровольцем на военную службу, рядовым в артиллерийский полк. С марта 1916 года — лейтенант, с ноября 1917 года — командир батареи. За время войны награждён Железными крестами обеих степеней. Был ранен.

## Между мировыми войнами
Продолжил службу в рейхсвере. К началу Второй мировой войны — в штабе верховного командования сухопутных сил, подполковник.

## Вторая мировая война
С октября 1940 года — полковник. С марта 1941 года — командир артиллерийского полка (в 29-й пехотной дивизии).
С 22 июня 1941 года — участвовал в германо-советской войне. Бои в Белоруссии (награждён планками к Железным крестам обеих степеней), затем на Московском направлении. В декабре 1941 года — награждён Золотым немецким крестом.
В марте-ноябре 1942 года — командир артиллерийского полка пехотной дивизии «Великая Германия».
С февраля 1943 года — командир 20-й моторизованной дивизии (в конце июля 1943 года переименована в 20-ю танково-гренадерскую дивизию). С апреля 1943 года — генерал-майор, с октября 1943 года — генерал-лейтенант.
В мае 1944 года — награждён Рыцарским крестом (за бои в районе Каменец-Подольского). В сентябре — октябре 1944 года — временно командовал 48-м танковым корпусом.
В феврале 1945 года — награждён Дубовыми листьями к Рыцарскому кресту, с 12 февраля 1945 года — командующий танковым корпусом «Великая Германия». С 15 марта 1945 года — в звании генерал танковых войск.
После капитуляции Германии 8 мая 1945 года — взят в американский плен (отпущен на свободу в июле 1947).

## Награды
- Железный крест (1914) 2-го и 1-го класса (Королевство Пруссия)
- Нагрудный знак «За ранение» (1918) (Германская империя)
- Почётный крест Первой мировой войны 1914/1918 с мечами (1934)
- Пряжка к Железному кресту (1939) 2-го класса (2 июля 1941)
- Пряжка к Железному кресту (1939) 1-го класса (20 июля 1941)
- Немецкий крест в золоте (19 декабря 1941)
- Рыцарский крест Железного креста с дубовыми листьями
  - рыцарский крест (4 мая 1944)
  - дубовые листья (№ 733) (10 февраля 1945)